# Anaea albidiscalis
Anaea albidiscalis är en fjärilsart som beskrevs av Friedrich Wilhelm Niepelt 1926. Anaea albidiscalis ingår i släktet Anaea och familjen praktfjärilar. Inga underarter finns listade i Catalogue of Life.